# 포보이
포보이(영어: Po' boy)는 미국 루이지애나주의 전통 샌드위치 요리이다. 프랑스식 빵에 로스트 비프, 햄 또는 새우, 가재, 생선, 굴, 게와 같은 튀긴 해산물을 넣는다.